# San Pelayo
San Pelayo – gmina w Hiszpanii, w prowincji Valladolid, w Kastylii i León, o powierzchni 10,68 km². W 2011 roku gmina liczyła 46 mieszkańców.